# 診療放射線学部
診療放射線学部（しんりょうほうしゃせんがくぶ）は、診療放射線学を学問大系とする大学の学部。

## 概要
日本では、唯一群馬県立県民健康科学大学診療放射線学部・大学院診療放射線学研究科がある。
同様な大学で診療放射線技師を養成する大学もあるが、それらの多くは医学部保健学科診療放射線技術学専攻や医療技術学部で構成させており、単一学部名として診療放射線学を冠する学部は群馬県立県民健康科学大学にしかない。
また、同様の学問大系に、診療放射線技術学があり、医療における放射線の応用利用を扱う。
関連学会として日本放射線技術学会が設立されている。